# ヤシの葉
『ヤシの葉』（原題：Palmetto Leaves）は、アメリカ合衆国の作家ハリエット・ビーチャー・ストウが、フロリダ州マンダリンで冬を過ごした時のことを執筆し、1873年に出版した回想録であり、結果的に旅行ガイドにもなった。ストウは既に1852年に出版した『アンクル・トムの小屋』で有名になっており、南北戦争（1861年-1865年）後にフロリダ州に来て、ジャクソンビルの近くにプランテーションを購入した。それは息子が北軍兵士として受けた傷を癒し、新たな人生のスタートを切る場所という意味合いがあった。ストウは息子を尋ねた後でその地域に夢中になり、自分のためにコテージとオレンジの林を買い、1884年までそこで冬を過ごすことになった。プランテーションそのものは最初の年に失敗していたが、それには構わなかった。『ヤシの葉』の一部はストウの弟のヘンリー・ウォード・ビーチャーが、北東フロリダにおける生活に関する一連の手紙と随筆として新聞に掲載した。
ストウはニューイングランドの牧師の一家に育ち、その手紙で表明していたキリスト教徒としての責任感を痛切に感じていた。新しく解放された黒人が生活を改善するのを援けるのを自分の任務と考え、その目的達成に向けてマンダリンで学校と教会を建てるためにやることを列挙していた。この本の一部では地元のアフリカ系アメリカ人の生活とその社会の慣習を記述している。ストウは地域の魅力とその概して温和な気候を詳述したが、読者に「過剰な」夏の暑さと冬に時として起こる寒波について警告している。その聴衆は親戚、友人、および見知らぬ人であり、当時はまだほとんど原野のままだったフロリダに移り住むべきか否かについて助言を求めたニューイングランドの人々だった。『ヤシの葉』はストウの「全作品」の中では小品だが、フロリダについて書かれた最初の旅行ガイドであり、1880年代に起きたフロリダでは最初の観光ブームと住宅開発を刺激することになった。

## 背景

### 地所の購入

ハリエット・ビーチャー・ストウ、1872年、『ヤシの葉』に掲載される手紙を書いている時

ハリエット・ビーチャー・ストウ（1811年-1896年）が1867年にフロリダ州に移転した時までに、既に1851年から1852年の間に連作として出版していた『アンクル・トムの小屋』を著すことで国際的に名声を得ていた。この小説はストウの奴隷制度廃止論を支持する見解を詳述し、アメリカ合衆国における奴隷制度を非難することに非常に大きな影響力を発揮した。ストウが奴隷制度に反対したのは、そのキリスト教徒としての信仰に基づいた道徳観から来ていた。ストウは長老派教会牧師のライマン・ビーチャーの娘として成長した。兄弟の中で7人がカルヴァン主義あるいは会衆派教会の牧師となり、ストウ自身も牧師と結婚した。
1860年、エイブラハム・リンカーン大統領が南北戦争を予測して志願兵を招集したとき、ストウの息子のフレデリック・"フレッド"・ウィリアム・ストウがマサチューセッツ第1歩兵連隊に入隊した。フレッドは甘やかされて育ち、16歳の時にはアルコールで問題を起こしていた。しかし軍隊に入って中尉に昇進した。1863年のゲティスバーグの戦いで頭に負傷した後、頭痛が激しかったので、軍隊を辞めざるを得なかった。アルコール依存が悪化し、当時は広く入手できたオピエートや麻薬を自由に使ってさらに複雑なものになっていた可能性がある。
1866年、フレッドは戦中に北軍兵としてフロリダで任務について時間を過ごしてきていたコネチカット州の若い農夫2人と出逢った。彼らから、そこの土地は豊富にあって安く、解放されたばかりの黒人が低賃金で働いてくれるということを聞いた。フレッドが母のハリエットと父のカルビン・エリス・ストウにこの情報を伝えると、両親はそれが息子のリハビリを速めてくれる絶好の機会だと考えた。US$10,000(2023年時点の$218,000と同等)で、ストウはジャクソンビルの南、オレンジパークの近くに綿花プランテーションを購入し、ローレルグローブと名付けた。そのプランテーションは当初奴隷貿易業者のゼファニア・キングスリーが1803年に設立したものであり、そのアフリカ人の妻アンナ・マヂジン・ジェイが1811年まで一部管理していたものだった。
ストウはフレッドが傷と薬物濫用から快復しながら荘園を管理してくれると期待していた。奴隷制度廃止運動家としての概念を拡張し、弟のチャールズ・ビーチャーに宛ててその動きにおける潜在的な役割を次のような手紙で伝えていた。
私の計画は...如何なる意味においても単なる世の中にある事業ではない。長年、この地でキリストの仕事をより直接の形でやりたいと願ってきた。私の心は私が嘆願しようとした言葉でその信念が貧しい人々と共にあり、今や無知で従順な人々と共にある。誰が彼らを掴むにしてもまさに形成過程の状態にある。

汚職政治家は既にその計画に合わせて資本が許す限り彼らに投資を始めており、彼らの貧しい頭をあらゆる種類の変化で埋めようとしている。フロリダ州は他のどこよりも注力するに足る州である。移民が多くその方向をしっかりと定めているが、単なる世間の移民であり、金を作るだけでそれ以上の期待は無い。
ストウの息子であるチャールズ・ストウが後に、母はジャガイモの栽培から物書きまで、やることの全てに高い目的を探していたと記していた。ストウはセントジョンズ川沿いに一連の教会を設立するという考えが、元奴隷を訓練する最良の方法であると記し、「私は長くこの仕事に携わっており、私の中に燃える私の心なくしてそれを考えられない」とも記した。フロリダ州はまだ人口が少なく開発されていなかった。ジョージア州やアラバマ州に比べてほんの僅かな人口しかなかった。オカラより南では1平方マイルあたりほぼ2人 (0.8人/km2) しか住んでいなかった。
フロリダの教育体系は南北戦争の終戦で混乱していた。1866年、A・E・キンという北部人が、解放された黒人の子供のための自由人の学校よりも白人の子供のための学校が少ないと言っていた。1860年、黒人の子供のための公式学校は無く、奴隷はいかなる教育も禁じられていた。これと同時に、白人の子供のためには97の公立学校と40の私立学校があり、その中には公的資金を得ているものもあった。1865年5月、フロリダ州の総人口は154,000人であり、推計でその47%が黒人、そのほとんど全てが元奴隷だった。人種間で教育程度の違いが明らかであり、解放された黒人はその機会を増やすには、あるいは少なくとも隷属に耐えていた状態から逃げ出すために、教育が重要だと見ていた。

### 変容と失敗
1867年冬遅く、ストウは息子の跡を追ってフロリダに行き、そこの温かい気象が書きかけの小説2冊を執筆する時間を与えてくれると考えた。オレンジパークでの最初の1週間は彼女を完全に変容させ、直ぐにフロリダに魅せられるようになった。彼女は羽が生えてきたように感じ、「若くピチピチしている」ようになったと記していた。ストウはある日、セントジョンズ川を渡って約3マイル (4.8 km) のマンダリンで局留めとなっていた郵便を受け取るために、息子と一緒に行った。彼らが川の東岸に船を漕いで行くと、ストウはオレンジの林が付属するマンダリンの1軒のコテージを恋してしまった。ストウがフロリダで変容したことは、ピューリタンのニューイングランドと同化していたことと親密であったことに根があった。すなわち寒さが人の感性と価値観を研ぎ澄ます気候での勤勉さと繁栄だった。南部の人々の気取らない態度と気候の暖かさは魅惑的だった。当初は弟のチャールズを説得してマンダリンの土地を買わせようとして、手紙を書き、「ニューイングランドの神学がやったことが、プリマス・ロックではなくここに上陸していたら、どうなったと思いますか」と尋ねた。彼女を魅了する土地と気候について書き、彼女の出版者にアイディアを押しつけたときに、文学に与えるであろう効果を考えた。「私は私の静かなパトモス島を離れることを憎む－そこに世界は無く、私は書き物のために静かな長い時間を持てる。ラルフ・ワルド・エマーソンならここで自分を「隔離」し、その電気を保つことができるだろう。ナサニエル・ホーソーンならばフロリダのオレンジの林の中で住むべきだ」と記した"。
それから1年の間に、ローレルグローブは失敗した。フレッドは経験が無く、地元商人との取引もお粗末だった。戦前ならプランテーションはほとんど自給自足だったが、フレッドはサバンナやチャールストンから運ばれてくる商品に高い金を払った。ジャクソンビルで社交の集まりに出る時は休暇を取った。思いがけずワタミゾウムシが繁殖して綿花の産品の大半が台無しになった。ローレルグローブから出荷された綿花は僅か2樽だった。ストウはこの事業が失敗だったことを理解した。フレッドはニューヨークのリハビリ保養所に移った。ストウは1867年のある時点でマンダリンのコテージと付属のオレンジ林を購入した。
柑橘類は主に地域の市場で配られ、北部の都市ではぜいたく品だった。ニューヨークのオレンジは1つ50セントほどで売られた。ストウが購入した家に着いていた土地では月にUS$2,000(2023年時点の$43,600と同等)の収入を上げた。ストウは作家のジョージ・エリオットに、マンダリンの家の改良についてその進行具合を報せ、壁紙を貼り、漆喰を改善し、建物の周りを包むベランダを作ったと報告した。巨大なオークの木は邪魔にせず、その周りにベランダを作った。その家では17人までの家族や友人をもてなすことができた。
1868年から1884年、ストウはコネチカット州ハートフォードにあるオークホルムと呼んだ邸宅と、マンダリンの家とで棲み分けた。毎年クリスマス前の数週間、そのシーズンのオークホルムを閉鎖する手配を監督し、冬の家の手配も行い、衣服、日用品、執筆の道具、家のカーペットを全て詰め、フロリダに送り出した。家族の様々なメンバーが彼女に付いて行って、彼女が「コテージ」あるいは「小屋」と謙遜して呼ぶ2階建ての快適な家で暮らした。ハートフォードでは要請で一杯となり、活動の輪の中心にいた。マンダリンの家に電話が引かれたのは1880年代になってからであり、郵便は週に1回船で届けられた。マンダリンの家では幾らかリラックスでき、1日最低3時間は執筆できた。

## 本文の内容と出版
ストウは活動的なままであり、マンダリンで冬を過ごす間に講演会に出席し、著述を行い、度々旅行し、小説を幾つか発行した。その出版者であるJ・R・オズグッドに新たな小説を約束していたが、その代わりにフロリダに関する一連の記事と日々の生活についてニューイングランドの親戚に宛てた手紙を整理した。それらの幾つかは弟のヘンリー・ウォード・ビーチャーが創刊したニューイングランドの地方紙「クリスチャン・ユニオン」に初出掲載された。『ヤシの葉』は全部で20の章からなり、ストウの語る相手によってその文調を変えていた。「フロリダでの土地の購入」、「傷病兵にとってのフロリダ」、「収穫時の我々の経験」の3章は、フロリダへの移住を検討しているかもしれない一般読者への語り掛けだった。幾つかの随筆、「フロリダの1月の花」、「ジュリントンで見つけたこと」、「川を昇るグランドツアー」、「セントオーガスティン」の4章は、地域でも最良の景観を叙述することに向けられている。「少女たちへの手紙」、「手紙を書くこと」、「途中にある我々の隣人」と題する章には、ストウがマンダリンにおける日々の生活に関する個人的な詳細をいれたので、より個人的な感慨が含まれている。フロリダ州や解放された奴隷に対する彼女の観察は手紙や随筆で間欠的に触れられているが、最後の2章である「年寄りカジョーと天使」と「南部の労働者達」はこの話題のみに捧げられている。
『ヤシの葉』はストウとして初めての回想記ではなかった。1854年、最初のヨーロッパ旅行について『外国の地の陽の当たる回想録』を出版しており、アメリカ女性によるヨーロッパに対する見解として特徴ある本だった。これに続いて『ソレントのアグネス』を1861年から1862年に「アトランティック・マンスリー」連載する形で掲載した。『ソレントのアグネス』の材料はイタリアの観察と経験から抜粋したものであり、家族と共に行った3回目のヨーロッパ旅行で集めていた。『フロリダにおけるハリエット・ビーチャー・ストウ』の著者オーラブ・タレシウスは、ストウが見たものを全て選択的肯定的なものに紡ぐ傾向を認めている。ストウは『外国の地の陽の当たる回想録』の序文でこのことを次のように述べている。
もし批評というものが全て「バラ色」になるように与えられるならば、その答は「なぜそうでないの」である。もし登場人物やシーンがあまりに明るい鉛筆で書かれているように見えるならば、読者は結局、人の隣人について良く考えしゃべる傾向よりも多くの悪い罪があると考えるでしょう。

それゆえに、これら手紙を出版する目的は、誠実な心を持ち正直な人々に、人生の同じ同意できる絵と方法を与えることであり、それが作者自身の目に適うものである。
ストウは、フロリダの地域について、またその気候の要素、柑橘類、水、病気と健康に関する一般的考えなどあまり知らなかったので、虚弱な体質を回復させられる自然の驚異と力のある、異国的な場所としてフロリダを描く宣伝計画を持った幾人かの初期著作家と変わらなかったと考えられる。フロリダについて旅行記作家が出版したものは、誇張されたものであり、現実逃避主義文学に飢えた聞き手によって容易に受け入れられるものだった。伝記作家のフォレスト・ウィルソンは、作品となった『ヤシの葉』（1873年出版）は、フロリダについて最初の宣伝書だと考えている。北部の地方新聞にフロリダに関する文書が載せられることもあったが、この頃フロリダはまだ未開の荒野だったので、北部人はそこがどのような所なのかまだ概念を持っていなかった。ストウはオレンジの中で見た驚くほどの特性に魅せられ、その本の題を『オレンジの花』とするつもりだったが、この地域に最も多く生えている植物を表すものに変えた。

## 主題とテーマ

### 任務と呼び方

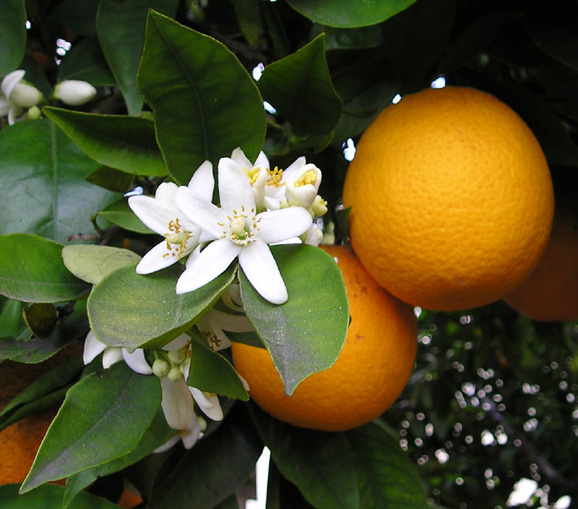
オレンジと花、ストウはオレンジに魅せられ、それを「金色のリンゴ」と呼び、フロリダで行うことを求められる任務への隠喩に用いた

『ヤシの葉』の第1章でストウは、蒸気船を使ってジョージア州サバンナに行く様子を伝えている。船上では、乗客から食料と愛情の欠片を請う迷い犬がいる。最終的に船上のある女性のものとなり、彼女の周りに従う。サバンナではホテルのポーターやウェイターによって通りに放り出され、最終的に後に残される。ストウはこの犬とそのような迷った動物の世話をする人を、貧乏人や病人の世話をするキリスト教徒の理想に譬えている。
印象的なオレンジの木は『ヤシの葉』におけるストウの隠喩だった。ストウはそれを「最高に素晴らしく、高貴で、寛大である。それは父なる神がエデンの東で育つようにさせた全ての木の中で、最も驚くべきまた豊饒なものである。」と言い、解放された奴隷を教育するという自分の使命に擬えた。ストウが初めてマンダリンに到着したとき、1868年から1870年、宗教の礼拝は夫のカルビンが主宰してストウの家で行われ、ストウが黒人も白人も子供の日曜学校を教え、時にはストウが礼拝の侍者を務めた。ストウは1869年に隣人のために教会を建てる土地区画を購入し、それが子供達、解放奴隷、さらに学びたい者ならだれでも教育する学校として2倍になった。解放奴隷局の役人との対応でかなりの憤懣を募らせたが、建設は1年以内に終わり、ニューヨークのブルックリンから連れてきた教師が雇われた。ストウの家から教会まで転がしてきたオルガンがあったが、行き来させるのが難しくなったので、学校のクローゼットの中に置かれた。この建物が火事で焼けて、ストウは落胆した。おそらく放浪者が夜に入りこんで、不注意から松材に火を点けてしまったのが原因だが、オーラブ・タレシウスは、ストウが黒人の子供を教育するのを快く思わなかった隣人が放火したことを示唆している。1835年の降霜の後、北フロリダのオレンジの木は地中にあったものですら枯れてしまったが、芽を吹き返し、昆虫に襲われても回復していた。ストウの隣人が教会を再建するために資金を集めるのを手伝っている間に、ストウとその小さな地域社会は学ぶことに熱心な地元の黒人につづり字教本を渡した。ストウは子供たちの教育が遅れているのを批判し、「教育を受けたいと切望している人々が無視のなかで育っているのを見るのは、人を苦しめることにできる最も辛い眺めである」と言っていた。

### フロリダと、マンダリンでの日々の生活
ストウは初めてフロリダを目にした時から大きな印象を受けていた。『ヤシの葉』の中で、1月のフロリダへの賛辞として、最高の柑橘類と花を生み出すことのできる美しい土地として歌っている。幾つかの手紙では、地域で豊富な植物の生命を叙述し、1章を黄色いジャスミンに、もう1章をマグノリアに使っている。サトウキビが圧縮されて砂糖の結晶に変わる様子を観察し、年を取り頑固なラバのフライとともに訪問に行き、森の中で無数のものを発見し、それで作ることのできるものを見て、それらを描写している。籠でショウジョウコウカンチョウを飼い、4匹の猫も飼っていたが、その年の後半に4匹の猫全てが死んだことを悲しみの中に報告し、ショウジョウコウカンチョウのフェボスに救われ、喜ばされたことも伝えている。
ストウは、フロリダの欠点についても正直に詳述しており、この地域が完全なものであるという誤解を読者に抱かせないようにしていた。「ニューイングランドの自然では、徹底的に利口で決断力のある家庭の主婦がその時間と季節を過ごし、肯定的な引きと共にその人生の終わりを迎える」のに対し、フロリダの自然と共にある人々は「気ままな年寄りのおばあさんが何事にも特別の時間を持つわけでもなく、たまたまそう感じ取ったもの全てを行っている」と記している。フロリダに住みたいと願う人々に、その欠陥も知るようにならねばならないと警告している。すなわち、冬にときとして凍えるような気象になること、彫刻にもできないような芝、昆虫、蛇がでること、他の場所では良いことにも同意できない人々がいること、などだった。フロリダが女性であれば、濃いブルネットであり、楽しい乱雑さでいっぱいであると、記している。マラリアは人生の事実であり、温和な気候の話でこの地域に惹きつけられる可能性がある北部人に、極端な気温になることが多く、肺病になったり、結核を患っている者には特別の注意を払う必要があると理解するよう促している。この地域への移転を考えている者は、決断する前にこれらの問題を十分秤にかけるべきだと言っている。スーザン・イーカーはその著書『南部史のジャーナル』の中で、ストウがフロリダに女性の特性を当てはめていることは、彼女が「女性の権利を求める女性」に変わっていることを、自ら認めるようになった時と一致している、と主張している。

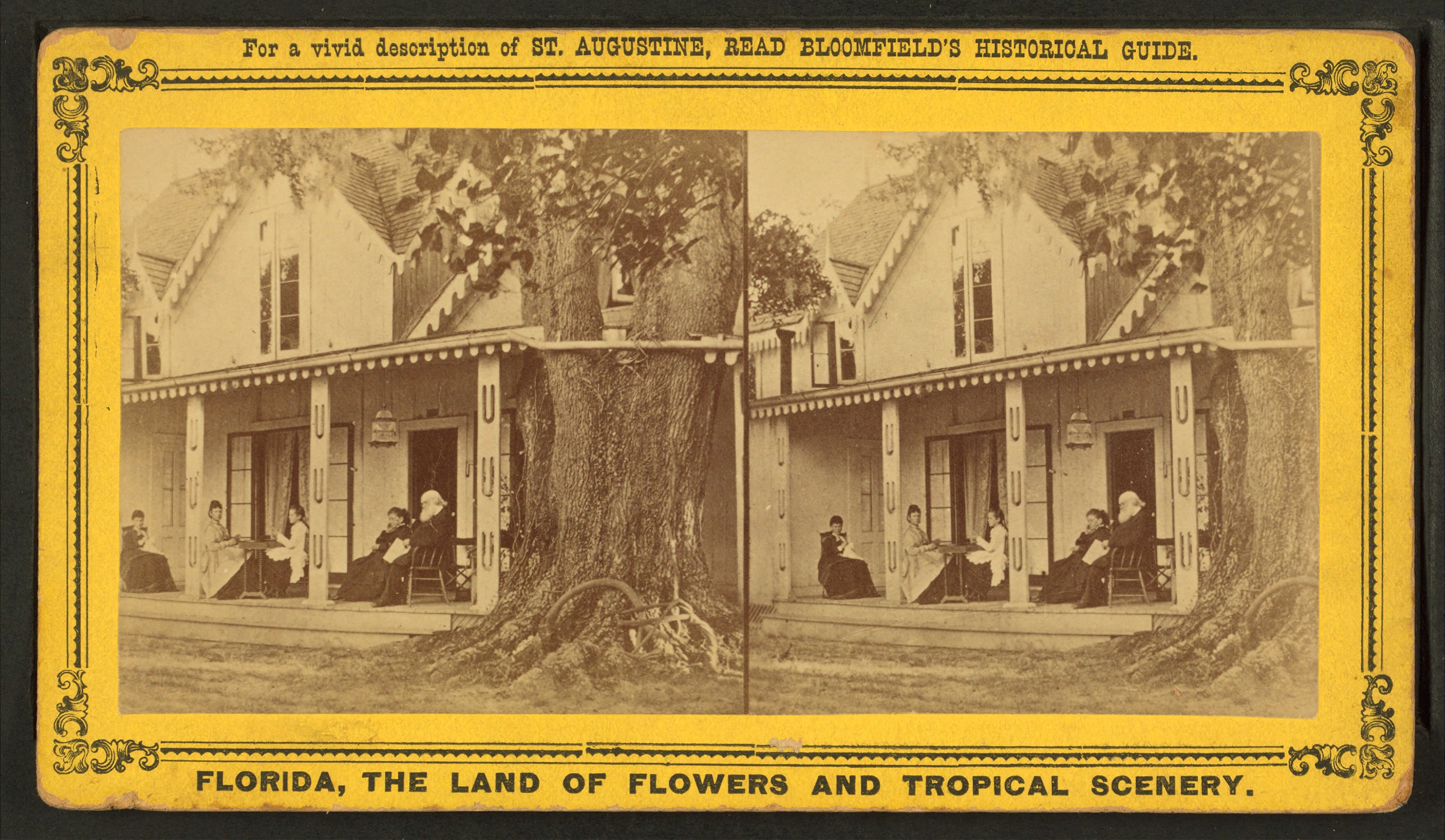
マンダリンにあったストウの家のステレオ写真。大きなオークの木がポーチの中に取り込まれていることがわかるe

ストウは、セントジョンズ川やジュリントン・クリークで行った数度の船の旅と、その間に見た動物を回想し、アリゲーター、ウォーター・ターキー（アメリカヘビウ）、フィッシュ・ホーク（ミサゴ）を見ることを楽しんだ。昔から動物好きであり、毎年ハートフォードからマンダリンに移る「地震」の際にも犬、猫、鳥を連れて行った。このような動物の世話を他の動物にも拡大した。イタリアのナポリでは、馬車から降りて、御者に笞で叩かれる2頭の馬に付き添われて険しい丘を歩いて登り、他の仲間や案内人にもそうするよう頼んだ。ストウはフロリダの旅行ガイドを初めて書いただけでなく、野生動物の最初の弁護者でもあった。見るものなんでも銃で撃つ狩猟者には、『ヤシの葉』の中で特別の注意を払っている。食べるための狩猟を攻撃するのではなく、自分のために殺生を行うことを嘆いている。「楽しむと同時に患うことのできるものであるべきである。生きているものを愛する何かであり、それを失わねばならない」としている。1877年、その本の後に小冊子を出版し、フロリダの水鳥を殺すのを止めるよう促した。水鳥の羽は金ほどの価格で売れ、婦人の帽子に使われていた。

### 解放奴隷
『ヤシの葉』の最後の手紙2通はフロリダで新たに開放された奴隷を取り上げている。ストウが慣れているよりも大人しくはない2人の屈強な女性が書かれている。1人は畑の働き手が家庭内労働に変わったミンナという女性であり、ストウが家事はどのようにするか教えようとしても無駄だった。その発言があまりに歯に衣着せないものだったので、ストウは、「民主主義は彼女たち年取った黒人女性のある者よりも凶暴な形を取ると見なすことはない。彼女達は次の瞬間にそのために死ぬのであれば、王座に座る国王に長談義をするだろう。従ってミンナの背中は自由な発言に対する専制君主の答が書かれ、刻まれている。」と記している。ミンナは最後は野良に戻って幸せになった。もう一人はジュディであり、朝も昼もその夫と別れてくることに無頓着で楽しんでもいる。ストウは、彼女たちの労働倫理がお粗末な訓練によるものだとし、「奴隷制度によって取り込まれた怠慢」だとした。真に才能あり懸命に働く黒人労働者は家事労働から製造業に移っており、その労働に対して対価を要求できる、と記した。
ストウはミンナとジュディを幾らか鎮められた怒りを持って表現しているが、コモドア・ローズという川船の客室係は褒めている。ローズは元、船長が所有する奴隷だったが、船の事故が起きた時に船長の命を救ったことで自由の身にされ、解放後も船長のために働き続けていた。彼女はミンナやジュディと同様歯に衣着せないが、川のあらゆる場所に詳しく、岸沿いの家屋や場所、さらにその歴史まで知っていた。船とその客に関する彼女の知識は誰にも負けないものであり、乗組員や客は全て、あらゆる事について彼女の意見に敬意を表していた。
別の話では、ストウと夫のカルビンがマンダリンの港である男と出逢った。その男は政府から与えられた土地の多くを騙し取られていた。年寄りカジョーと呼ばれ、小さな家産で働き、長年綿花を育ててきていた。当初サウスカロライナ州からの元奴隷のコロニーを囲む地区におり、躊躇い勝ちで懐疑的だった年寄りカジョーとその仲間は、勤勉で正直だったので、隣人の白人に勝る者達だった。元は治安判事だった者が自分のために干渉して、年寄りカジョーの土地が彼に戻された。ストウの最後の章は、黒人がフロリダ州を荒野から文明に転換するために、建設を援けるべく雇われるべきという考え方を弁護するために使われている。彼らは暑い太陽の下で働くことに適合でき、マラリアにも強く、信頼に足り、学ぶことに大変熱心である。ストウは彼らの文化について興味ある観察に数ページを割いており、彼らの夜の祭や非公式礼拝の外で座っていることを漏れ聞いて詳述している。

## 作品の受け入れと批評

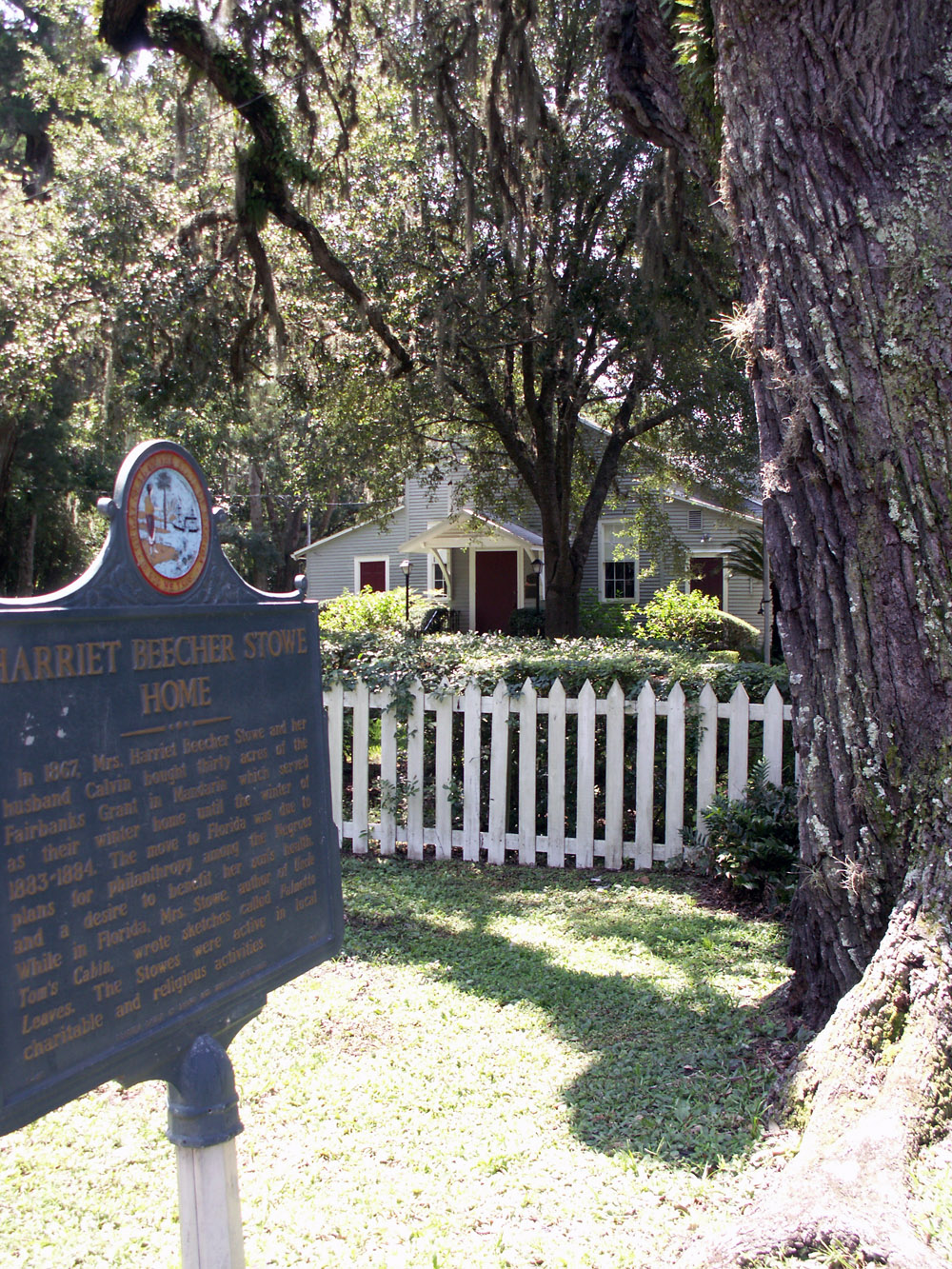
ストウが建設を支援した学校の3代目、1873年建設、現在はマンダリン・コミュニティクラブ

『ヤシの葉』はストウにとってベストセラーとなり、版を数回重ねられた。1968年、『フロリダ200周年』の一部として再度出版された。これは州の歴史について原稿を模写したもののシリーズだった。それが人気を博したので、それを出版している間は、働くことのできるマンダリンで求めていた平和と静けさを事実上諦めるしかなかった。『ヤシの葉』を出版した翌年、北フロリダを訪れた観光客を14,000人と報告している。出版から2年経って雑誌「ハーパーズ」のために働いていた著作家が、ストウは「数多い観光客に囲まれており、観光客は彼女が展示品ではないことを理解していないように見える」と記していた。
セントジョンズ川の岸にあったストウの家は観光地となり、ジャクソンビルからパラトカやグリーンコーブスプリングスまで客を運ぶ川船がそばを通るときは速度を緩め、船長が客にストウの家を教えていた。最後は桟橋が建設されて、客が上陸して家の窓から覗くことができるようになった。ストウ家のベランダを覆っていたオレンジの花が満開となっている枝を引っ張った者がおり、カルビンに追い払われた。ストウによからぬ敬意を抱いていた地元住民は、彼女が事業家の川船船長と協力して、観光客にポーズを取ったとまで言っていた。
ストウは、南北戦争の後でフロリダについてものを書いた数人の著者の1人だった。それまでの大半は男性であり、狩猟の可能性に集中していたが、この地域について書いた女性は、彼女たちの見たものの新規性に遭遇したことを説明するための道具として、通常は男性だった青臭い話者を使うことが多かった。ストウは単純に自分で書き、彼女の有名さ故に許されたであろうものを書いた。『フロリダの過去: 州を形作った人々と行事』を著したジーン・バーネットは次のように書いている。
ハリエットはおそらく、フロリダを国内に宣伝する際にその影響力が大きいことを十分には気付いていなかった。それを地図の先端にある曖昧なものから、招き寄せる実り豊かな熱帯の天国に転換し、その後の時代にそこに数多い者が群がって州を作り上げることになった。彼女自身は疑いも無く、足元まで平伏し敗れた兄弟の国を回復させることを手伝うキリスト教徒の行動に適したものと見ていた。フロリダの最初の宣伝者は単に善良なサマリタンだった。
『アンクル・トムの小屋』は明らかにストウの「傑作」である（ただしストウ自身はマンダリンで執筆した『オールドタウンの人々』にその資格があると考えていた）。ストウ家の歴史では、ストウがホワイトハウスを訪れた時に、エイブラハム・リンカーン大統領がストウをもてなし、「あなたのような小さな方が、この大きな戦争を引き起こしたのですね。」と言って歓迎したと伝えている。これに比べて『ヤシの葉』は小品と考えられ、ストウの作品に関する批評のカノン（典文）の中に含められることはめったにない。しかし、ストウに関する『ケンブリッジ、文学への招待』は簡潔にそれに触れており、随筆と手紙を混載したことで、「質が均一ではなく、立場が不安定になっている」と評している。より積極的な批評は、マンダリンの地元黒人についてストウの描き方に向けられた。『ケンブリッジ、文学への招待』の著者、サラ・ロビンスは、「露骨な攻撃」であると言い、ストウが、解放された奴隷は勤勉であり、彼等自身の意思で南部の再建を支援できると、読者に分からせようという試みを否定したと宣言した。それは彼らの身体的特徴（例えば年寄りカジョーをヒヒに譬えている）を媚びずに叙述することで、また彼らを監督したり世話したりすることは不要であると書くことで、否定していると主張していた。スーザン・イーカーは、ストウの見解が、黒人は新しい南部の社会的スキームにあるべきであるという、白人アメリカ人多数の考えを代表するものであることに同意している。

## 出版後の経過

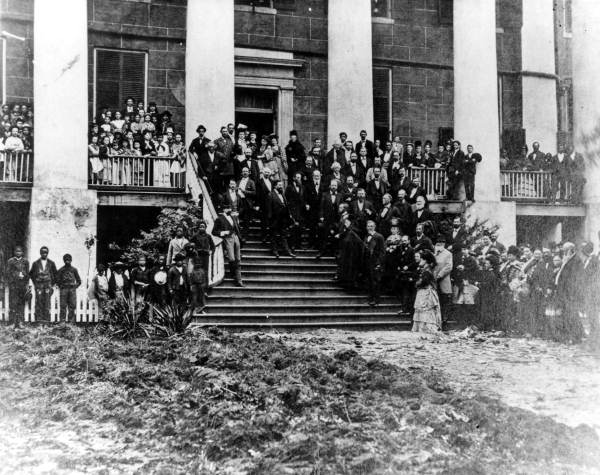
ストウ夫人を出迎えるフロリダ州知事のマーセラス・スターンズとその閣僚やフロリダ州会議事堂スタッフ、婦人は右手階段を6段登った所にいる黒服の人、1874年

ストウがフロリダについて書いた効果は、当局によって正当に評価された。ストウの弟であるチャールズは彼女の推薦に従って自分の土地を購入したが、マンダリンではなく、州都タラハシーに近いニューポートの土地だった。ストウは1874年にチャールズの家を訪れているときに、他の北部投資家たちと共に、フロリダ州知事のマーセラス・スターンズに謁見した。彼らはフロリダ州会議事堂の階段でスターンズの閣僚やスタッフと会い、彼らはストウにひとしきり大声で熱狂的な喝采を送った。この日のために階段は緑樹で飾られ、大きな歓迎看板があった。
1882年、ストウはセントジョンズ川の岸、マンダリンで1区画の土地を購入し、マンダリン・チャーチ・オブ・アワー・セイバーを建てた。その落成式には彼女も出席した。教会の窓は寄付者達が装着した。カルビンの健康が衰え始め、1884年にストウ家はマンダリンを永遠に去り、残りの年数はハートフォードで過ごした。2年後にカルビンが死に、ストウは彼の記憶のためにマンダリンの教会に窓を増やすことを求めたが、30年間は平板ガラスのままだった。教会の教区民はストウに忠実なままであり、窓に代替案を提案することを怠っていた。ストウは1894年以後子供のような状態に衰えて行き、その記憶の多くを失ったが、ハートフォードで歩きながら植物や花に魅せられたことを覚えており、その来し方について思い出していた。ストウは1896年に死んだ。
1886年の降霜でマンダリンのオレンジ産業の多くが破壊され、町は経済的に不況になった。1916年、ルイス・カムフォート・ティファニーが制作した装飾的なステンドグラスがチャーチ・オブ・アワー・セイバーに装着された。その図柄は川を見下ろす大きなオークの木だった。この教会とマンダリン住人はこの窓のために500ドル足らずしか出さなかった。10年の間マンダリンで10セントの献金が集められ、その資金を懇願するためにニューヨークの雑誌に記事が掲載された。学者達は、地元の黒人を教育しようとしたストウの努力は最終的に失敗だったと述べているが、記念の窓のための資金集めの先頭に立っていた女性は、その計画が地元黒人の教会や住民に熱狂的に支持されたと言っている。彼らはストウが読み書きを教えてくれたことを覚えており、ストウに対する愛情からできるものを出したということである。その窓は恐らくティファニーでUS$850(2023年時点の$25,856と同等)掛かったが、ティファニーに幾ら支払われたかの記録は無いものの、ティファニーはそのデザインを好んだので工事を引き受けた。木、苔、南部のモチーフ、さらにそれがストウを記念するためだったからだった。おそらくティファニーはそれから利益を得ていない。
窓の下には「あの時間で、日光の夜明けよりも晴れて、栄光の考えに留まり、私は貴方と共にある」と書いてあり、ストウが書いた讃美歌の一部である。ストウが後援した学校は1929年に閉鎖された。ストウ家が去った後、ストウの家の次の所有者は、ストウの名前を付けたロッジに転換した。それは1940年代に閉鎖され、その後は広い家屋によって置き換えられた。残っているのは樹齢500年のオークの木であり、ストウはそれを除去する代わりに、その周りに家を建てた木だった。そのオークは成長を続け、新しい家屋の基礎を作っている。
ステンドグラスの窓は観光の呼び物となり、フロリダでのストウの最後の記念となった。その後の時代に教区民や牧師が、その窓が聖書の主題には言及されないのはイングランド国教会では稀なことであるので、「キリスト教らしさ」について疑いを呈した。1964年、ハリケーン・ドーラがチャーチ・オブ・アワー・セイバーを破壊し、このステンドグラス窓も壊された。その通り向かいにマンダリン・コミュニティクラブがあり、それはストウが出資した元の学校である。この建物は1936年にマンダリンに寄付された。アメリカ合衆国国家歴史登録財に指定されている。マンダリンはその後、拡大するジャクソンビル市の郊外部に成長した。
画家のクリストファー・スティルが『オクラワハ川のオキーハムキー』と題する麻布油彩画を製作し、フロリダ州下院議場に掛けられている。フロリダ州が1999年に発注し、2002年に完成した、フロリダの文化と歴史の重要さを象徴する一連の絵画の1つである。『ヤシの葉』は、沼を過ぎる川船の前に大きなアリゲーターと洞のある木の幹に並んで置かれている。

## 原註
1. ↑  キングスリーとアンナ・ジェイは1814年にセントジョンズ川河口にあった別のプランテーションに移転し、そこで25年間住んだ。現在はキングスリー・プランテーションとしてアメリカ合衆国国立公園局が保護している
2. ↑  『アンクル・トムの小屋』の出版は、ストウを国際的な著名人にした。ストウは既に奴隷制度廃止運動家のサークルで活動しており、元奴隷で独学で北部中に著名な存在になっていたフレデリック・ダグラスと知り合いになっていた。ダグラスは奴隷制度の悪徳について講義を行い、また自由になったが貧困で教育の無い黒人が如何にしたら生活を維持できるかについて考えていることを講義した(Thulesius, p. 61–65)。 『アンクル・トムの小屋』の出版から南北戦争開戦までのいずれかの時点で、ストウはダグラスを自家に招き、この問題について自ら彼に尋ねた。ダグラスに拠れば、その答えの主たるものは教育だった。 ストウはそれから間もなくイングランドでの講演旅行に出発し、逃亡奴隷を援助するために慈善事業に駆り出されたイギリスの同調者から莫大な金を集められると期待していた。ダグラスは元奴隷のために工業学校から始めようとしており、ストウが2万ドルほどを調達してくれると期待していた。会話の行き違いがあったか、ストウがその資金の管理を誤ったか、あるいはダグラス自身が失敗したかで、結局ストウがダグラスに渡したのは500ドルだけだった。ダグラスは混乱し失望した (Thulesius, p. 65)。
3. ↑  アルコールはフレッド・ストウの残り人生に付きまとった。船で地中海に行って誘惑から逃れようとしたが、その中毒を振り落とせなかった。1870年、マンダリンで両親と生活しているときに、両親をそれ以上煩わせないという決断をした。チリ行きの船に乗ったが、サンフランシスコまで行っただけで港で降りた。幾人かの友人がホテルまで連れて行き、そこに落ち着いていたが、いつの間にか消息が絶えた。その後二度とフレッドからの便りは無かった。ストウは彼の居場所を突き止めようとしたが徒労に終わった。ストウの老年に至ってフレッドのことをいつも語っていた(Wilson, p. 559–560.)(Stowe, Charles, p. 278–279.)

## 関連図書
- John T. Foster Jr. and Sarah Whitmer Foster, Beechers, Stowes, and Yankee Strangers: The Transformation of Florida, Gainesville: University of Florida Press, 1999 ISBN 978-0-8130-1646-7.